# Khampagar
Le monastère de Khampagar, Khampa Gar ou Kampagar se situe dans la région de Lhatok, préfecture de Qamdo, région autonome du Tibet, dans l'ancienne province tibétaine du Kham. Il fut le siège de Khamtrul Rinpoché.
Le monastère de Kampagar comprenait 300 moines et ses supérieurs étaient des yogis érudits, dont l’un rédigea le fameux Khamdrel. Le 8e Khamtrul Rinpoché (1931-1980) s’évada avec un petit groupe de Kampagar avec succès, comme le lui avait prédit Chögyam Trungpa. Les Lamas de son monastère furent tous fusillés et les moines presque tous emprisonnés. Le monastère fut détruit. Il a depuis été reconstruit sur place, ainsi qu’en exil en Inde à Tashi Jong par Khamtrul Rinpoché,.